# Азаб аль-кабр
Аза́б аль-кабр (араб. عذاب القبر‎ —  букв. «муки могилы»‎) — в исламской эсхатологии испытание, которым подвергается человек после смерти.
Арабское слово ‘аз̱а̄б (араб. عَذَابٌ‎) означает «мука», «страдание», а слово к̣абр (قَبْرٌ‎) — «могила».

## Эсхатология
Согласно исламскому представлению сразу после смерти душа человека попадает в барзах. После того как человека похоронят, его ожидает малый суд, который может завершиться преддверием рая (джаннат) или ада (джаханнам). Ангелы Мункар и Накир допрашивают человека, задавая ему три вопроса: «Кто твой Бог? Какая твоя религия? Кто твой пророк?». Ответивших правильно на вопросы ангелов оставляют наслаждаться покоем вплоть до Дня воскресения, а ответивших неверно Мункар и Накир мучают и непрерывно бьют до тех пор, пока это угодно Аллаху.
Идея малого суда и наказания в могиле практически не выражена в Коране, хотя толкователи сходятся во мнении, что доказательством из Корана служат, например, аяты, говорящие о двух наказаниях. В текстах исламских богословов с середины VIII по середину X века можно проследить, как краткая констатация реальности наказания в могиле превращается в его описание, становясь при этом частью исламского вероубеждения (акида).
В VIII—IX веках вопрос о реальности азаб аль-кабр был предметом полемики между ортодоксальными мусульманами и мутазилитами. Последние отрицали существование могильного наказания и не включали его в свою акиду. Борьба мутазилитов против включения в ислам утверждения о реальности наказания в могиле и существования ангелов Мункара и Накира закончилась их поражением.
По мнению некоторых исследователей, на исламское представления о могильных муках повлияли как доисламские верования арабов, так и представления других ближневосточных религиозных систем (например, иудейское Хибут xа-кевер и христианский образ чистилища).